# Sender Marnach
Der Sender Marnach war ein Rundfunksender auf dem Westhang des Schwaarzenhiwwel, einer 540 Meter hohen Erhebung in der Gemeinde Clerf im Großherzogtum Luxemburg. 
Er arbeitete auf der Frequenz 1.440 kHz im Mittelwellenbereich und war mit einer Sendeleistung bis zu 1.200 Kilowatt einer der stärksten Rundfunksender.

## Aufbau
Die Sendeanlage bestand aus zwei Richtantennen: der Hauptantenne mit drei gegen Erde isolierten Sendemasten von 105 Meter Höhe sowie der England-Antenne mit einem 60 Meter hohen, gegen Erde isolierten abgespannten Stahlfachwerkmast (Ende 2014 abgebaut) und einem als Reflektor dienenden freistehenden 65 Meter hohen Stahlfachwerkturm mit dreieckigem Querschnitt. Der Abbau der drei Masten der Hauptantenne und des Reflektorturmes der früheren England-Antenne erfolgte Anfang 2016.

## Geschichte

### Aufbau der Sendeanlage und Sendebeginn
1955 wurde auf dem Schwaarzenhiwwel, ca. 1,5 Kilometer südöstlich des Ortes Marnach eine neue Sendeanlage gebaut. Diese ging am 14. Dezember 1956 mit 200 Kilowatt Leistung und zwei Sendemasten in Betrieb und ersetzte teilweise den Sender in Junglinster. Die Zuführung des Programms zum Sender Marnach erfolgte mittels einer direkten Kabelverbindung zu den Studios in der Villa Louvigny. 
Im Verlauf des Jahres 1956 wurde ein weiterer Mittelwellensender mit einer Leistung von 150 Kilowatt von Junglinster nach Marnach verlagert und die Sendeleistung auf 350 Kilowatt erhöht.
Am 15. Juli 1957 nahm das deutschsprachige Programm von Radio Luxemburg über den Sender Marnach auf der Mittelwellenfrequenz 208 m/1439 kHz (später 1440 kHz) seinen Betrieb auf. Die Sendezeit war zuerst täglich von 14 bis 15 Uhr, ab Ende 1957 von 14 bis 18 Uhr. Von morgens bis zum Beginn des deutschen Programms sendete Radio Luxemburg Unterhaltungsprogramme in niederländischer Sprache, abends folgte das englische Programm. Auch eine tägliche luxemburgischsprachige Sendung wurde über Mittelwelle verbreitet.

### Aufbau und Einsturz des UKW-Senders
Von April 1958 an wurde das deutsche Programm schrittweise zu einem Ganztagesprogramm ausgebaut, jedoch vormittags und in den Abendstunden, in denen weiterhin das niederländisch- bzw. englischsprachige Programm verbreitet wurde, nur über UKW. Von November 1962 bis zur Inbetriebnahme der neuen Sendeanlage in Hosingen waren in Marnach UKW-Sender für die UKW-Frequenz 97,0 MHz (Kanal 33) installiert. Im Mai 1967 kam ein weiterer UKW-Sender auf der Frequenz 88,9 MHz (Kanal 6) hinzu. Die UKW-Frequenzen waren ausschließlich für die Verbreitung des deutschen Programmes vorgesehen, das die Mittelwellenfrequenz weiterhin stundenweise an das niederländische Programm und abends vollständig an das englische Programm abtreten musste. Nach einer Kürzung der niederländischen Sendungen von 7.30 bis 14 Uhr auf 9 bis 12 Uhr Ende der 1960er Jahre wurden diese zu Beginn der 1970er Jahre auf die Abendstunden (zwischen das deutsche und das englische Mittelwellenprogramm) verschoben und erneut verkürzt (18 bis 19.30 Uhr, sonntags bis 19 Uhr). Die luxemburgische Sendung wurde auf UKW-Kanal 18 verlagert und von da an stufenweise zu einem Ganztagesprogramm für das Großherzogtum ausgebaut (bis in die 1980er Jahre zunächst drei Sendeblöcke morgens, mittags und abends, zwischen denen Kanal 18 das deutschsprachige Programm übernahm). 
Am 17. Januar 1969 stürzte der 1960 errichtete und 220 Meter hohe UKW-Sendemast um und beschädigte das Sendergebäude. Bis zur Inbetriebnahme des neuen Senders in Hosingen wurde für die UKW-Ausstrahlungen eine provisorische Sendeantenne benutzt.

### Weiterer Ausbau
Im Jahr 1963 wurde ein weiterer Mast zu der Tagantenne hinzugefügt, um die Richtwirkung der Tagausstrahlungen nach Deutschland (90°) und die Nachtausstrahlungen nach Großbritannien (314°) zu verbessern. Durch unterschiedliche Anspeisung der Masten konnte eine umschaltbare Richtstrahlung erzielt werden.
Im Sommer 1964 folgten Gebäudeerweiterungen und im September 1965 die Inbetriebnahme eines weiteren 300-Kilowatt-Senders, womit die Sendeleistung auf 600 Kilowatt erhöht werden konnte. Im November 1967 wurde ein weiterer Mittelwellensender installiert, welcher drei alte Sender von 1952 und 1955 ersetzte. Im Oktober 1968 konnte durch Inbetriebnahme eines weiteren 600 Kilowatt starken Senders die Sendeleistung auf 1.200 Kilowatt erhöht werden. Durch die hohe Sendeleistung war ein Empfang von Großbritannien über Skandinavien bis hin nach Osteuropa möglich.
Am 14. Januar 1970 wurde der 60 Meter hohe Sendemast der Nachtantenne in Betrieb genommen, welcher die Richtstrahlung nach Großbritannien verbessern sollte. Der dazugehörige Reflektormast wurde am 3. Dezember 1976 in Betrieb genommen.
Mitte der 1970er Jahre kamen weitere zwei Masten zur Hauptantenne hinzu, die die Richtstrahlung nach Deutschland (90°) verbessern sollten. Diese Masten wurden 1979 wieder abgebaut, da die Antenne nicht den gewünschten Anforderungen entsprach.
Aufgrund des neuen Genfer Wellenplans (von 1975) wurde die Mittelwellenfrequenz Radio Luxemburgs im Jahr 1978 von 1439 kHz auf 1440 kHz verschoben.
1981 wurde der 300 Kilowatt starke Mittelwellensender aus dem Jahr 1967 abgebaut und durch einen neuen 300 Kilowatt starken Mittelwellensender ersetzt. Im folgenden Jahr wurde auch der 600 Kilowatt starke Mittelwellensender aus dem Jahr 1965 durch einen neuen gleich starken Mittelwellensender mit der Bezeichnung Telefunken S4006 ersetzt. 
Für die Stromversorgung der Sender bei Stromausfall standen zwei Generatoren zur Verfügung.

### Spätere Jahre
Bis zum 30. Dezember 1991 wurde der am 31. Dezember 1992 schließlich ganz eingestellte englischsprachige Dienst von Radio Luxemburg vom Sender Marnach aus ausgestrahlt. Seitdem wurde über den Sender das deutschsprachige Programm RTL Radio ausgestrahlt. Später kamen auch andere Programmveranstalter hinzu, darunter auch seit 1. Januar 2002 Radio China International, das am Abend einige Stunden Sendezeit gemietet hat. Von Januar 2001 bis 21. März 2003 sendete auch das deutschsprachige Programm Megaradio von diesem Sender aus. In dieser Zeit wurden die Programme von Megaradio und von RTL Radio mit 300 Kilowatt Sendeleistung ausgestrahlt, während für die religiösen Programmanbieter 1.200 Kilowatt Sendeleistung genutzt wurde. Ab dem 8. September 2003 wurde die Sendeleistung aufgrund eines Relaunchs der Morgensendung von RTL Radio von 5.30 bis 10 Uhr auf 1.200 Kilowatt erhöht. Diese morgendliche Leistungserhöhung wurde 2005 jedoch wieder rückgängig gemacht.
Im Jahr 2005 wurde ein neuer Mittelwellensender des Typs TRAM/P 600 von der Firma Transradio Sendersysteme Berlin (vormals Telefunken Sendersysteme) installiert, der bereits am 20. Dezember 2004 an der Sendestation in Marnach eintraf. Der Sender ermöglichte eine Ausgangsleistung von 600 Kilowatt in der analogen Amplitudenmodulation und 280 Kilowatt in der digitalen Digital Radio Mondiale. Meist wurde die Sendeanlage digital tagsüber mit 240 Kilowatt bzw. nachts mit 120 Kilowatt betrieben. Die Richtstrahlung war dabei tagsüber in Richtung Deutschland (45°) und nachts in Richtung Großbritannien (320°). Die drei alten Sender (zwei Telefunken S4006 als Hauptsender und ein Telefunken S1445/2 als Reservesender mit jeweils 600 Kilowatt Leistung) blieben jedoch weiterhin erhalten. Da die Antenne nur eine maximale HF-Leistung von 1.200 Kilowatt zulässt, wäre kein Zusammenschalten der alten Sender mit dem neu installierten zu 2.000 Kilowatt möglich.
Am 1. Januar 2005 startete RTL Radio mithilfe dieses neu installierten Senders nach im Dezember 2004 erfolgten Tests in der Zeit zwischen 1.05 bis 4.50 Uhr sowie zwischen 9 und 18 Uhr Ausstrahlungen in DRM vom Sender Marnach aus. Diese Sendungen wurden Anfang 2011 jedoch wieder eingestellt.
Seit dem Ende der DRM-Sendungen war der Sender in der Zeit zwischen 9 Uhr und 18 Uhr außer Betrieb. Anfang Dezember 2011 wurde der Sendebetrieb in dieser Zeit allerdings wieder mit analogen Sendungen aufgenommen.
Mit Stand Oktober 2015 wurden vom Sender Marnach von 5 bis 8 Uhr (darin mehrere Sendungen von verschiedenen Missionswerken) sowie von 17.55 bis 19.30 Uhr RTL – Deutschlands Hit-Radio, von 19:30 bis 20 Uhr (mittwochs bereits ab 19.25 Uhr) religiöse Sendungen von verschiedenen Missionswerken (unter anderem von 1958 bis Anfang 2015 das Missionswerk Werner Heukelbach sowie zuletzt seit 1959 das Schweizer Missionswerk Freundesdienst und seit längerer Zeit auch das Missionswerk Lutherische Stunde) und von 8 bis 13 sowie von 20 Uhr bis 1 Uhr Radio China International in deutscher Sprache in analoger Modulation ausgestrahlt. In der restlichen Zeit war der Sender Off-Air. Zur täglichen Abschaltung des Senders um 1 Uhr wurde nach dem Ende der Sendungen von Radio China International die luxemburgische Nationalhymne gespielt. Nach dem Einschalten des Senders einige Minuten vor 5 Uhr wurde das Pausenzeichen von RTL Radio gespielt; manchmal auch ein 1000 Hz Testton, bis um punkt 5 Uhr in das laufende Programm von RTL eingeblendet wurde. Die Sendungen von RTL – Deutschlands Hit-Radio und von den religiösen Programmanbietern wurden meist mit 300 Kilowatt Leistung ausgestrahlt, während die Sendungen von Radio China International mit 600 Kilowatt Leistung ausgestrahlt wurden.

### Streit um die Strahlenbelastung und abgewendete Schließung der Sendeanlage
Im Jahr 2002 wurde die Bürgerinitiative „Fir méi Liäwensqualitéit“ (dt. für mehr Lebensqualität) gegründet. Sie führte seit 2003 mehrere Sammelklagen und Petitionen gegen den Betreiber BCE durch, da es gehäuft Meldungen über Störungen von elektrischen Geräten seitens der Bürger gab. Die von der Bürgerinitiative geforderte Immissionsgrenze von 3 V/m wurde in Messungen teils um das Neunfache überschritten. Auslöser war eine von 2003 bis 2005 stattgefundene morgendliche Sonderausstrahlung mit 1.200 Kilowatt Leistung, für die BCE laut Angaben der Bürgerinitiative 2002 eine Erlaubnis bekam. Da die Sendeanlage stets mit einer maximalen Sendeleistung von 1.200 Kilowatt betrieben werden durfte und die Sendeleistung seit den 90er Jahren auf 250 Kilowatt reduziert wurde, war dieses Argument jedoch unberechtigt. Aufgrund des Streits war 2007 sogar ein Neubau der Sendeanlage in der Ortschaft Helzingen angedacht. In den Jahren 2010 und 2011 wurde in einem Urteil einer Sammelklage entschieden, dass der Betreiber die Immissionsgrenze einhalten muss. Am 3. Oktober 2011 gab es vorläufige Ankündigungen des Kommunikationsministers, dass die Sendeanlage stillgelegt werden soll; die Betriebserlaubnis des Senders wurde noch ein letztes Mal bis zum 3. Oktober 2014 verlängert. Nach der Stilllegung sollte auf dem heutigen Sendergelände ein neues Rechenzentrum gebaut werden. Später wurde jedoch ein Aufschub bis zum 30. Dezember 2014 erwirkt. In der Folge ging BCE in Berufung und erreichte eine Aufhebung des Urteils, da es auf EU-Ebene keine Immissionsgrenze für Sendeanlagen gibt. Das Gericht entschied, dass die von der Bürgerinitiative geforderte Immissionsgrenze von 3 V/m nicht auf Sendeanlagen anzuwenden sei. Somit durfte RTL die Sendeanlage auch über den 30. Dezember 2014 hinaus betreiben; das Gebiet um die Sendeanlage hätte nicht so dicht bebaut werden dürfen. Gleichzeitig verlängerte China Radio International den Ausstrahlungsvertrag mit BCE über diesen Termin hinaus. Besonders stark ausgeprägt waren die Störungen laut Presseberichten beim Betrieb der nach England gerichteten Antenne, die jedoch bereits seit September 2013 nicht mehr genutzt wird.
Im Zuge der endgültigen Abschaltung des Senders sah sich „Fir méi Liäwensqualitéit“ als Sieger und richtete einige Wochen vor der Abschaltung einen Countdown bis zur endgültigen Abschaltung mit dem Titel „End of interferences in...“ ein.

### Stilllegung
Einem Bericht des Tageblatts von Ende 2014 zufolge sah der Senderbetreiber BCE eine Abschaltung der Sendeanlage zum Jahresende 2015 als „sehr wahrscheinlich“ an.
Im März 2015 wurde bekannt, dass BCE das 5 Hektar große Sendergelände an das Großherzogtum Luxemburg verkauft hat, das die Sendeanlage nach der zum Jahresende 2015 erfolgten Stilllegung bis spätestens April 2016 abreißen möchte, um darauf ein Wirtschaftszentrum für Unternehmen im Telekommunikations- und im audiovisuellen Medienbereich zu errichten. BCE plante nach Angaben dessen technischen Direktors Eugène Muller auf die Mittelwellenfrequenz 1422 kHz vom Sender Heusweiler zu wechseln, da der Mittelwellenbetrieb vor allem aufgrund der Übertragung von Radio China International und den Missionswerken hochprofitabel war. Trotz konkreter Verhandlungen mit dem Saarländischen Rundfunk sind die Pläne gescheitert, weil der entsprechende Markt in kurzer Zeit zu stark geschrumpft war. Der 60 Meter hohe Sendemast der bereits seit September 2013 nicht mehr genutzten England-Antenne wurde Ende 2014 abgebaut.
Im Dezember 2015 wurde beschlossen, das eigentlich für diesen Standort geplante Wirtschaftszentrum stattdessen im benachbarten Ortsteil Fischbach zu bauen und auf dem heutigen Sendergelände ein Wohnheim für 300 Flüchtlinge zu errichten.
In der Nacht zum 31. Dezember 2015 von 1 bis 3 Uhr sowie am Mittag von 13 bis 15 Uhr wurde nochmals die letzte Sendung des englischsprachigen Radio Luxembourg vom 31. Dezember 1991 übertragen; am 1. Januar 2016 um 1 Uhr sollte der Sender nach Beendigung der Sendung von Radio China International mit der luxemburgischen Nationalhymne dann endgültig abgeschaltet werden. Aus rechtlichen Gründen sah sich BCE jedoch kurzfristig gezwungen, das laufende Programm von Radio China International bereits um 23:57 Uhr abzubrechen und nach dem Ausspielen der luxemburgischen Nationalhymne den Sender um 23:59 Uhr endgültig abzuschalten.
Die drei 105 Meter hohen Sendemasten wurden am 11. Februar 2016 durch Kappen der Ankerseile demontiert. Der 65 Meter hohe Reflektorturm der ehemaligen England-Antenne folgte dann schließlich im März 2016.

## Sonstiges
- Wegen der Umstellung der Richtstrahlung waren bis zur Aufgabe der England-Antenne im September 2013 täglich jeweils gegen 18 und 22 Uhr kurze Betriebsunterbrechungen zu beobachten.
- Der Mittelwellenfrequenz 1440 kHz Sender Marnach zählte neben der Kurzwellenfrequenz 6090 kHz des Senders Junglinster und den UKW-Frequenzen 88,9 MHz und 97,0 MHz des Senders Düdelingen bzw. des Senders Hosingen (bis 1969 ebenfalls aus Marnach) zu den „vier fröhlichen Wellen“ des einstigen Radio Luxemburg.

## Bilder

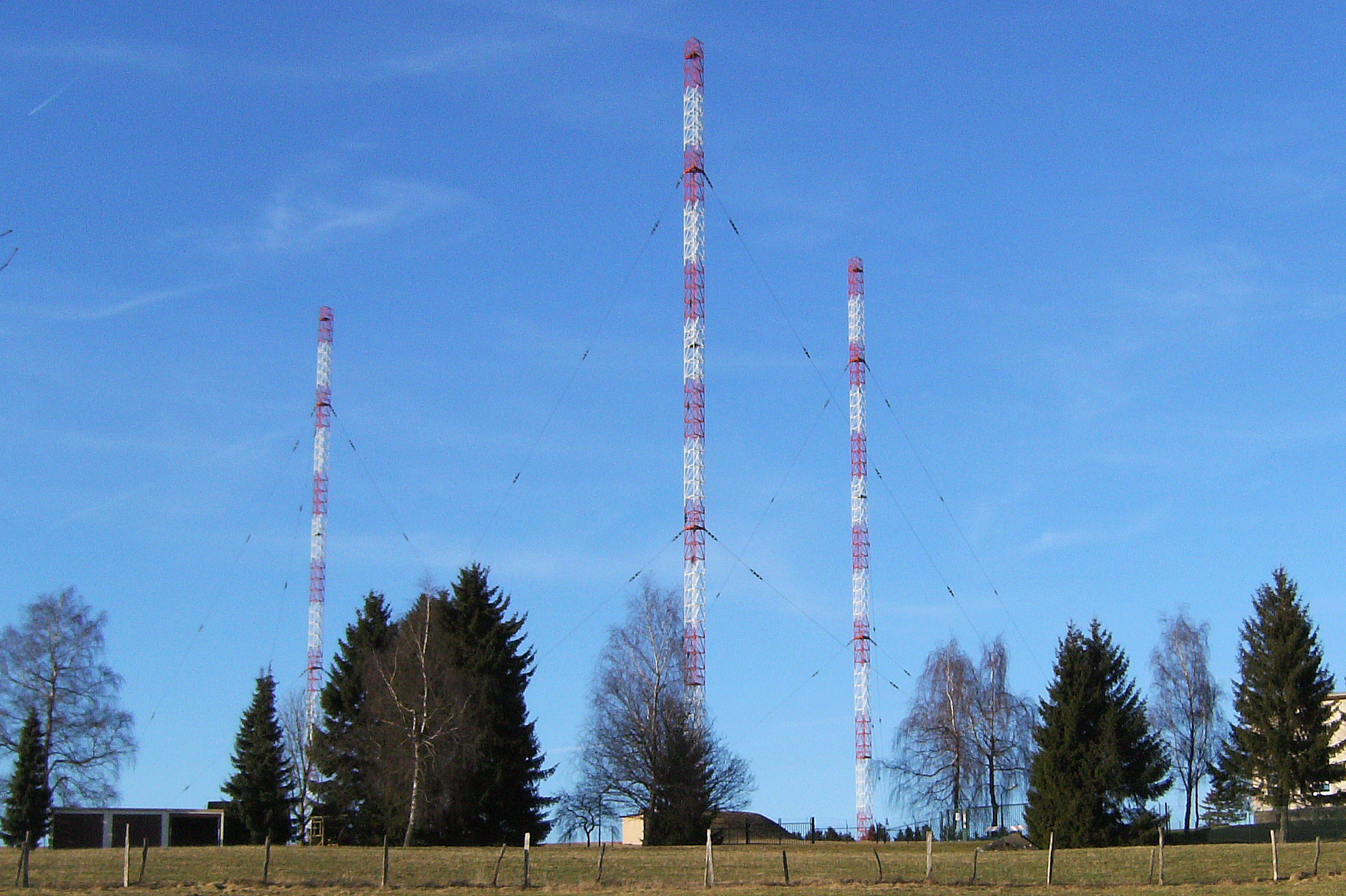
Hauptantenne, bestehend aus drei identischen 105 Meter hohen Stahlfachwerkmasten
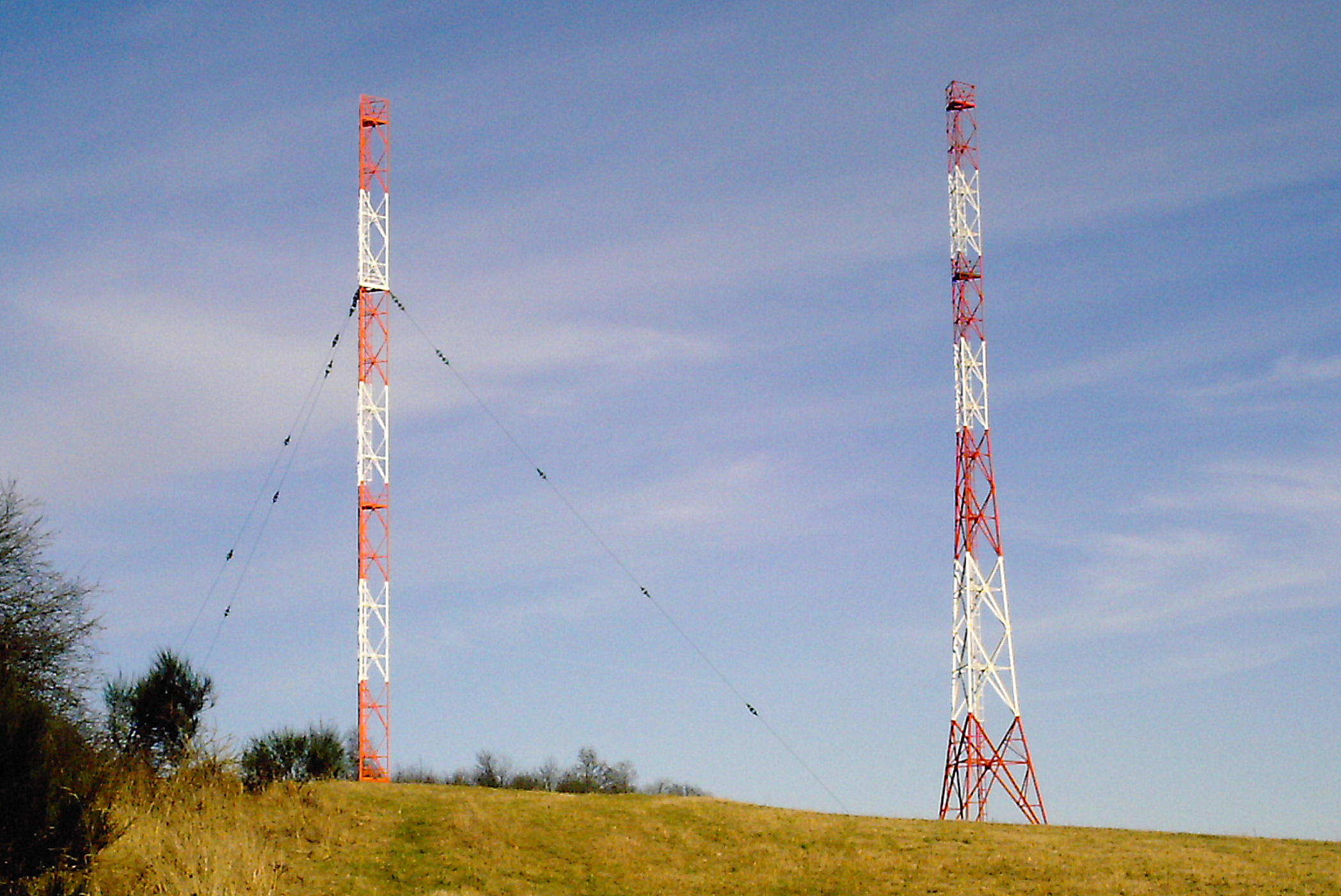
England-Antenne, bestehend aus einem 60 Meter hohen Stahlfachwerkmast (links) und einem 65 Meter hohen Stahlfachwerkturm als Reflektor (rechts)
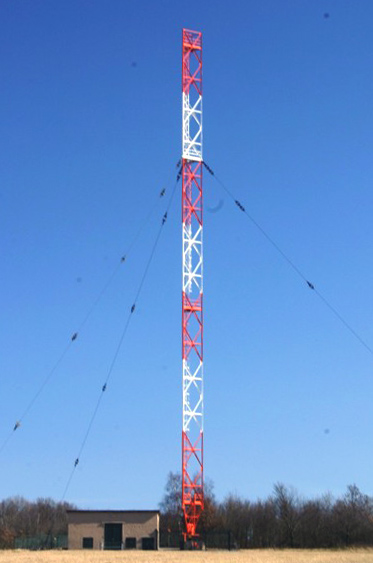
Sendemast der England-Antenne (2014 abgebaut)
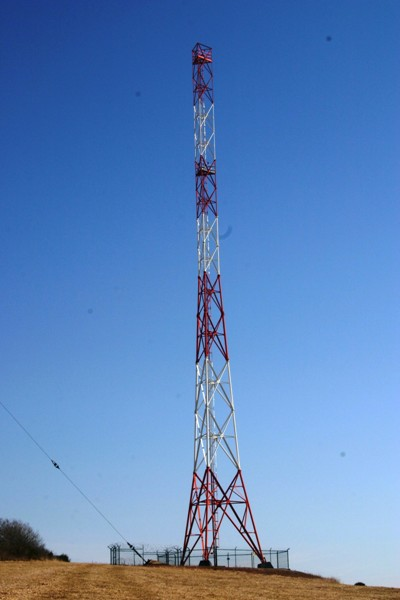
Reflektor der England-Antenne
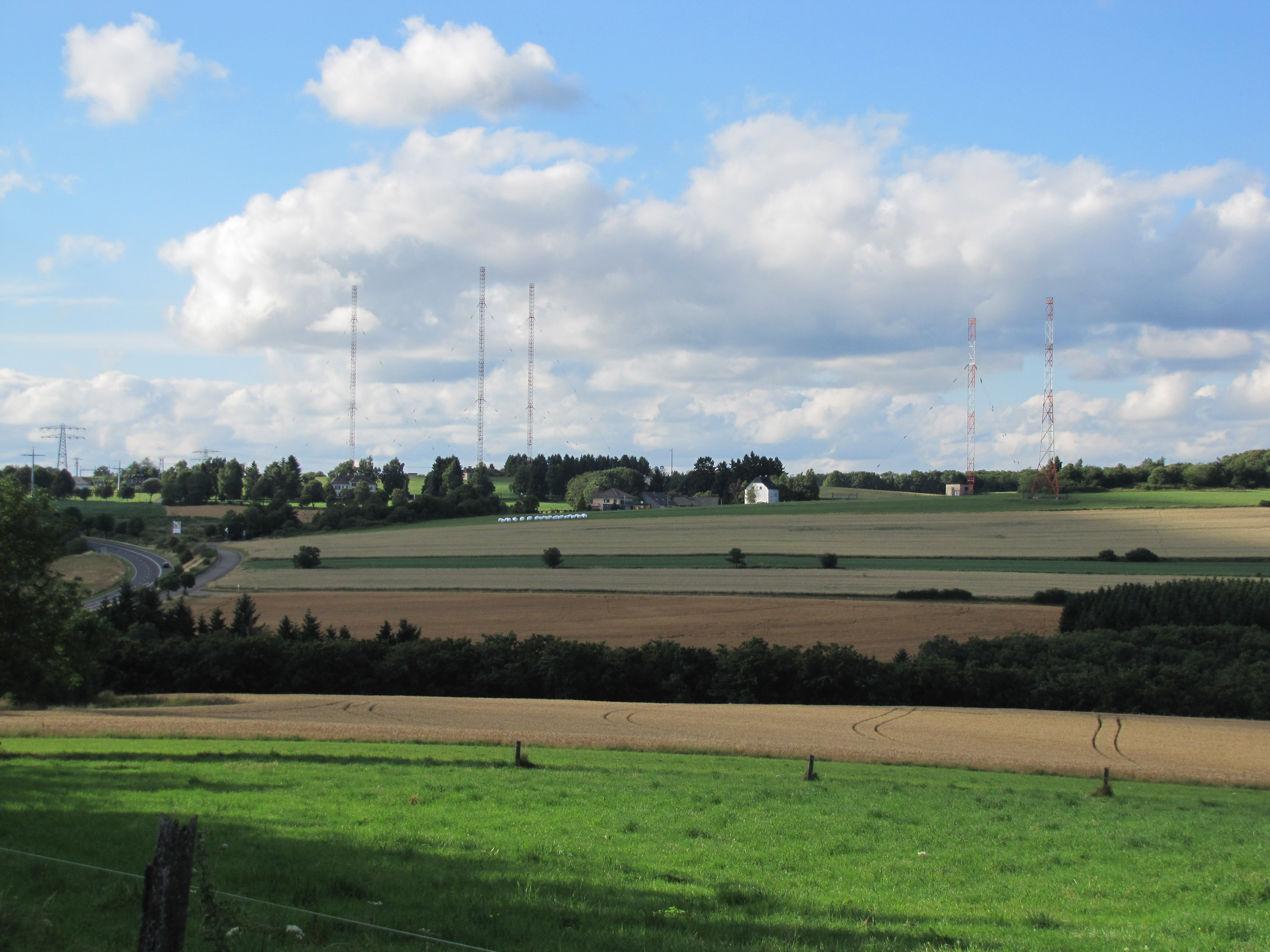
Gesamtansicht der Anlage, Juli 2013